# 等色岩
等色岩（Shonkinite）以普通辉石和正长石为主要组分的少见的深色侵入岩。其他矿物有橄榄石、黑云母和霞石，还有很少量的斜长石，不含有石英。在美国蒙大拿州海伍德山的尚金-萨格，等色岩形成层状岩盖（插入沉积岩层之间）之较大部分。